# DVDプレーヤー
DVDプレーヤー（ディーブイディープレーヤー）とは、DVD-Video（ディーブイディービデオ）を再生する装置である。DVDプレーヤーは再生専用機を指し、記録型DVDに動画などを記録できる装置は「DVDレコーダー」という。

## 概要
DVDプレーヤーはDVD-Video（アプリケーションがDVD-Videoフォーマットで記録されたビデオデータ）を再生する単体の機器で、主に据え置き型のプレーヤーではテレビに接続して視聴する。ポータブルDVDプレーヤーでは小型液晶画面を内蔵しているものが多く、屋内外で単体で試聴可能。DVD-VideoはまたDVDドライブを搭載したパソコンで視聴することもでき、このとき使用する「DVD再生ソフトウェア」は「ソフトウェアDVDプレーヤー」ともよばれる。

## 機器

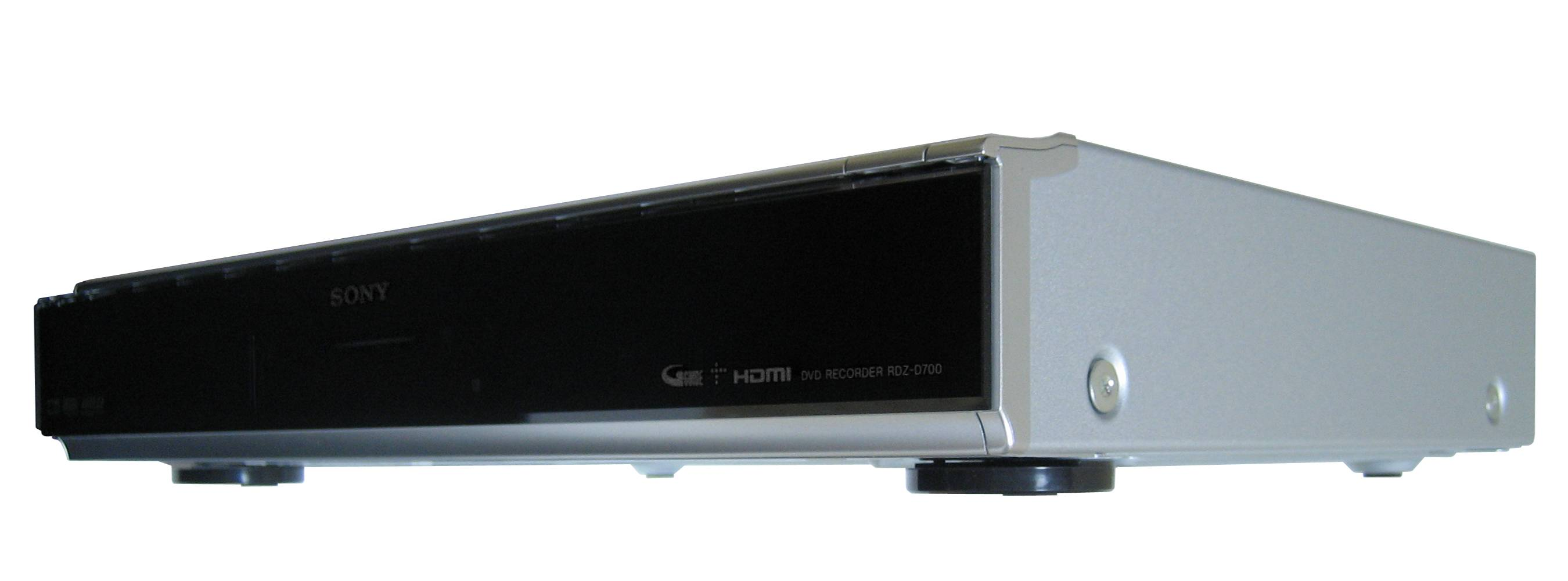
DVDの再生のほか録画も可能なDVDレコーダー

DVDプレーヤーはテレビ等のモニターに接続して視聴する。DVDプレーヤー単体製品のほかレーザーディスク (LD) とのコンバチブルプレーヤー、VHSとの一体型（一部の製品は、S-VHSにも対応）などがある。またCDと同様にディスクサイズが12cmと小型であるためラジカセやカーオーディオ、カーナビゲーションでもDVDの再生が可能な機種がある。液晶ディスプレイやスピーカーを搭載し、可搬性のあるポータブルDVDプレーヤーもある。内蔵バッテリーにより、単体でもおおむね2時間程度の再生が可能である。
最初のDVDプレーヤー（据え置き型）は1996年11月に発売された。1996年当時は最も下位の機種でも6 - 8万円程度と高価であったことや、対応ソフトの少なさから普及の出足は鈍かった。1998年初頭において、日本でDVDプレーヤーの出荷台数は20万台前後であり、家庭への普及台数は「10万台すら怪しい」という。2000年以降はプレーヤーの低価格化が進み、DVDソフトの普及が一気に進んだ。特にPlayStation 2の販売価格がDVDプレイヤーの急速な普及に貢献したものの、SCPH10000 - 18000モデルはディスクレンズの耐久度が極めて弱かった。
DVDプレーヤー以外に2000年にDVD-Video再生対応のゲーム機「PlayStation 2」（当初の標準価格は39800円）が発売され、DVDの普及を後押しした。以後日本で発売されたゲーム機ではQ（ニンテンドー ゲームキューブの派生機種）、Xbox、Xbox 360、Xbox One、Xbox Series X、PlayStation 3、PlayStation 4、PlayStation 5（デジタル・エディションを除く）がDVD-Video再生に対応している。
DVDプレーヤーの生産台数は中国が世界最多である（2002年において3000万台、全世界でシェア70%）。日本市場向けとして開発される製品にはフジエアーの例のように誤植が目に付くことがある。なお、中国国内のメーカーはMPEG-2のライセンス使用料とDVD特許料として1台あたり約2000円程度のコストが掛かっている。そのため回避策としてEVDという独自の光ディスク規格を開発した。EVD規格は中国国内でのみ採用されている。中国、韓国メーカー製DVDプレーヤーが出回りだした頃の機器は、本来再生すべきDVDビデオやCD-Rなどに書き込まれたDivxなど視聴の際、相性問題など少なくなかった。そこで、先述のリージョンコードを回避するといった理由とともにパソコン用DVDコンボドライブと換装する方法などがパソコン雑誌やホームページに掲載されることが多かった。しかし、リージョンコードの変更は対応している場合リモコンで特殊操作を行うだけで済む場合が多いが、ドライブ換装となるとファームウェア書き換えなど荒業も必要であり、中国メーカー製が出回り出した頃はまだDVDドライブもあまり安くはなかったことも相まって、素人には非常に手が出しにくい手段でもあった。
DVD-Videoフォーマットに対応することが必須であり、パソコンで作成したDVD-Video準拠のディスクやDVDレコーダーでDVD-Videoモードで録画したディスクを通常再生可能である。DVD-VR（VRモード）再生に対応したプレーヤーもあるが、そのモードで記録したディスクは基本的にDVDプレイヤー以外で使用することができず、PCでは再生が不可能である。
書き換え可能なDVD-RAMの再生が可能なプレーヤーは同規格の先頭に立つパナソニックが製造するにとどまり各メーカーとも対応に消極的である。これにはDVD-RAMにパナソニックの特許が数多く使われているという事情がある。
視聴しようとするDVDメディアの再生のためには使用する機器の仕様との対応を詳細に確認する必要がありDVDプレーヤーの選択には相応の知識が要求される場合がある。レンタルDVDを観る用途以外無いという場合などは特に問題はないが、海外製のDVDなど規格が対応しない場合は視聴（再生）ができない。DVD-R/DVD-RW/DVD-RAMといった各種のDVDメディアが存在するのに加えて、各メディアに複数の記録モードがある。デジタル放送のコピー制御のためにCPRMメディアがある。8cmメディアではトレイを含めて機器が対応していなければならない。非対応のメディアを非対応機器に使用した場合、誤動作や最悪の場合には機器の故障の原因となることがある。8cmディスクは通常、回転台に直接固定させる最も安価なドライブであれば確実に再生できるが、トレイ式の場合はトレイの8cm用のグリッドに必ずディスクを正しく設置する必要がある。8cmディスクを本体とは異なる置き方のままディスクトレイを占めると、ドライブに安全装置がない場合はディスクやドライブ本体の故障につながる。スロットイン式はPlayStation 3の一部モデルなどしか8cmディスクに対応しない。
プレーヤー、PC用ドライブを含むDVD機器には固有のリージョンコードが設定されており機器とディスクのリージョンが一致しないと再生できない（リージョンフリーのディスクを除く）。中国メーカー製などの一部のプレーヤーは固有のリージョンを持たず、どの地域のソフトも再生可能な場合がある。ヨーロッパのPAL規格をNTSC規格に変換して再生できる機器も存在する。
日本国内では2003年頃からDVDレコーダーの本格的な普及が始まり、その後BDプレーヤー・レコーダーが登場したが、HDDレコーダーやインターネット配信の普及に伴い、光学メディアの需要は縮小している。また、Ultra HD Blu-rayやBlu-ray Discを再生できるプレイヤーは、需要に関係なく必ずDVDを再生できる仕様となっている。

## 機能

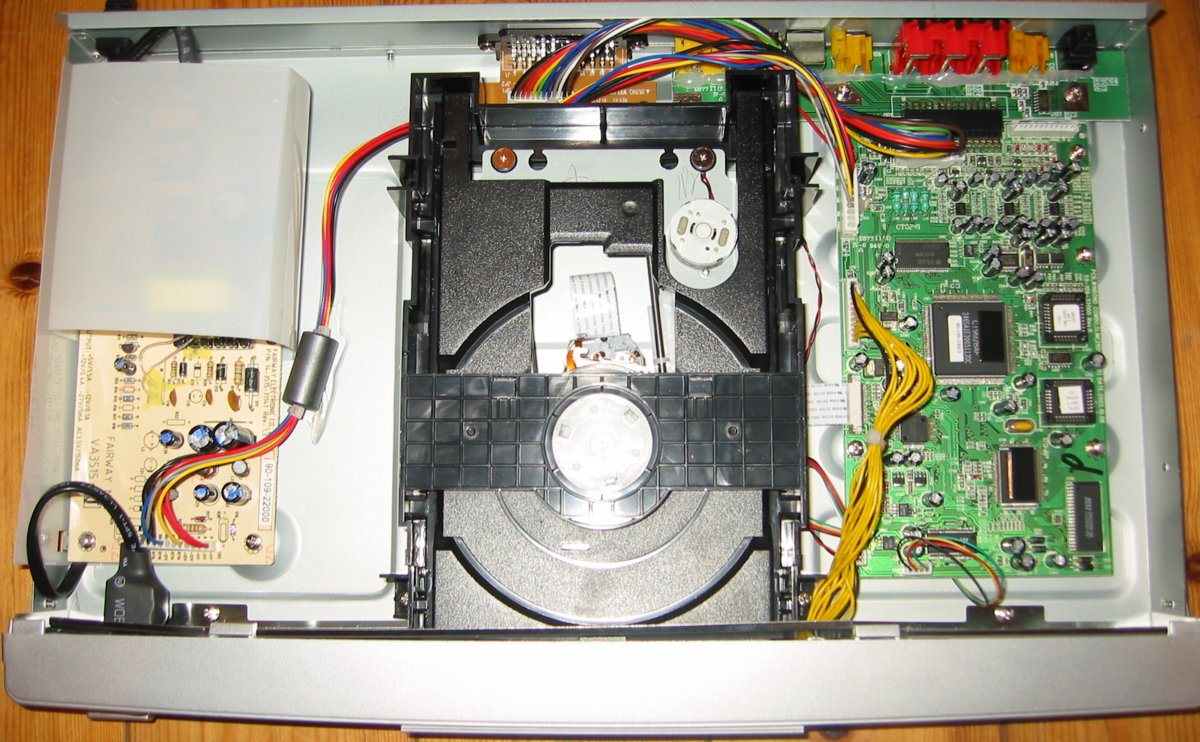
DVDプレイヤーの内部

一般的なDVDプレーヤーの主要な機能には以下のようなものが挙げられる。
- DVD（UDFバージョン1.02フォーマット）の読み込み
- CSS、一部ディスクはさらにマクロビジョンで著作権保護されたデータの解読、マクロビジョンやCinaviaの信号をカットせず出力する。また、CSS以外にかかっている各社が開発した独自技術のデジタルコピーガードを無視して再生できること
- ピーク値10Mbps・平均8Mbpsの連続的なMPEG-2ビデオストリームをデコードして、映像信号をアナログビデオ出力（NTSC、またはPAL）する。NTSCとPALは必ずしも両方対応させる必要はない。
- PCMまたはAC-3のフォーマットの音声をデコードして、ステレオまたは5.1chサラウンド音声出力する。
- マルチ音声、マルチアングル、字幕表示への対応。DVDのメニュー選択に応じて、再生時に人工的にマルチ音声やマルチ字幕の選択項目を制限する機能の搭載。また、字幕を透過処理できる。
- 許諾画面などの一部項目で早送り/早戻し、スキップ、メニュー移行、一時停止などを使用できなくする機能。
- 通常リモコンが同梱される。
- 映像は必ず480iで、どのような映像であっても必ずMPEG-2（直接MPEG2映像を変換する場合は.mkvファイルなど）に準拠した容量に劣化・圧縮させて再生する。そのため、本来圧縮効率がさらに高いはずのMPEG4やH.265などは使用できない。
- リージョンコードによる異なる地域間で製造されたディスクの再生のブロック
- 年齢制限がかかったディスクの視聴制限機能[2]
- 字幕・音声は仕様上100種類以上の規定言語に切り替えることが可能であること[3]。

また、オプションとして以下の機能がある（必須条件ではなくあくまで機器設計としてのオプション扱いであるため搭載されていない機種もある）。
- DVD-Video規格でオプション扱いされている音声フォーマット（MPEG-1 Audio Layer-IIやdts）のデコード
- RCA端子映像出力の搭載
- 映像のレターボックス化および16:9へのスクイーズ出力をDVD側の信号で自動的に切り替える。
- デジタル音声出力 (S/PDIF)、ドルビーデジタル5.1ch、DTSデジタルサラウンドのデコード
- D端子映像出力の搭載[4]
- DVD-Videoの映像をプログレッシブ (480p/525p) に変換
- 読み込み2倍速以上のDVDドライブ搭載による、10Mbpsを超えるビットレートで記録された動画の再生
- 音楽CDの再生
- CPRM対応DVD、DVD-VRの再生
- AVCHDの再生

さらに高機能なDVDプレーヤーでは、以下の機能が搭載される場合がある（上記同様に必須機能ではないことに注意）。
- ステレオ出力による擬似サラウンド（ドルビーサラウンド・ドルビープロロジックII）
- レジューム再生、映像信号のRGB変換
- 再生時に台詞等で音量が小さい箇所を聞き取りやすくする、ダイナミックレンジのON・OFF・自動ONの機能変更（ただし、ドルビーデジタル音源のみ対応）
- クローズドキャプション対応DVD/Blu-ray Disc作品でクローズドキャプションを表示する機能（米国向け機能）
- DVD-VR形式の再生。CPRMに対応していれば録画したデジタル放送が再生可能
- DVD-Audio[5]、SACDの再生（⇒ユニバーサルプレーヤー）
- ビデオCDの再生[6]
- ISO 9660フォーマット（一般的なデータDVD-ROM・CD-ROM形式）のディスクの読み込み
- MP3等の音声、またJPEG・TIFF等の静止画像のデコード
- DivX、WMV等多数のフォーマットへの対応
- ファイルとして記録されたMPEG（俗称：生ペグ）の再生
- HDMIを搭載。ハイビジョン解像度にアップコンバート。ただしDVDの再生中は強制的にHDCPがオンになる
- HDMI搭載プレーヤーのほとんどはD3 (1080i/1125i) ・D4 (720p/750p) まで対応。一部の機種はD5 (1080p/1125p) にも対応
- 著作権保護されたソフトはHDMI出力でしかアップコンバートされないが、保護のないソフトはD端子出力でもアップコンバートが可能
- BDの再生のため、青色レーザーをドライブに内蔵させたり、プレイヤー本体をインターネット接続に対応させる。
- 同様に、BDプレイヤーの規格のためにわざとRCA出力などのアナログ出力をカットし、HDMIなどのデジタル出力専用機にする。
- DVDプレイヤーに関するフォームウェアをそのまま後付けにする（PlayStation 2の最初期モデル、XBOX）
- 非公式の方法でリージョンロックを無視する（PC向けDVDプレイヤーなど）
- DVD-ROMのデータも記録させてハイブリッド型のディスクにする
- DVDの再生中のみ、プレイヤーが常時HDR出力に対応している場合は強制的にHDRがオフになる。

## パソコンでの視聴
パソコンでDVD-Video（DVDビデオ）を視聴するためにソフトウェアとしてのDVDプレーヤーがある。パソコンにはハードウェアとしてDVDドライブ（DVD-ROMドライブ）が搭載または接続され、さらにソフトウェアとして「DVD再生ソフトウェア」が導入されている必要がある。「DVD再生ソフトウェア」はDVD-Videoの視聴を可能にするソフトウェアで「ソフトウェアDVDプレーヤー」ともよばれる。インターネットでの映像利用が進みパソコンで利用する映像再生ソフトウェア全体はメディアプレーヤーとよばれるようになり、大きくはその一種に区分されるようになっている。
「DVD再生ソフトウェア」は単体機器としてのDVDプレーヤーに搭載されているデジタル信号処理をソフトウェアで実現したものである。途切れのない再生のためにはパソコンにはある程度処理能力が求められる（力不足のマシンを使うとコマ落ちが発生する）。